# General Deheza
General Deheza es una ciudad ubicada al norte del departamento Juárez Celman de la provincia de Córdoba en Argentina, a 200 km de la ciudad de Córdoba, capital de la provincia, sobre la ruta nacional RN 158, corredor bioceánico que une a Argentina con otras dos repúblicas: Chile y Brasil, entre las ciudades de Villa María y de Río Cuarto. También limita con el departamento Tercero Arriba. 
Centro comercial, agropecuario (maní, soja, maíz), y poderosa unidad agroindustrial. Es un territorio rico por su fertilidad de la región de la Pampa Húmeda, teniendo así la posibilidad de una agricultura y una ganadería extensivas. En el rubro agrícola se destacan sus producciones de trigo, maní, soja, girasol. También se destaca la ganadería vacuna. Esta ciudad es la sede de la fábrica Aceitera General Deheza (AGD)

## Historia
En 1874 llegó el ferrocarril, donde hoy es General Deheza, que aceleraría el acercamiento interregional y permitiría el establecimiento de las legiones de inmigrantes que llegaban al país buscando un trozo de tierra para trabajar.
El 21 de junio de 1893, el gerente del Banco Agrícola Comercial de Río Cuarto solicitó al Ministerio de Hacienda la aprobación necesaria para acogerse a los beneficios otorgados por la ley de colonización. La propuesta consistió en la fundación de dos colonias ubicadas en los campos de esta zona, conocidas
en ese momento con el nombre de “Español Muerto” y “El Tambito”. Se dispuso que esas colonias se llamasen “General Cabrera” y “La Agrícola”.
El 30 de junio de 1893 el gobernador de Córdoba, Dr. Manuel Demetrio Pizarro, aprobó los planos de ambas colonias. Así nació “La Agrícola”, donde inmigrantes de distintas tierras poblaron lentamente sus contornos.
En 1905 se controla la inauguración del edificio de estación ferroviaria llamado “General Deheza”. Una actitud burocrática decidió el nombre que llevaría la estación ferroviaria y con los años nuestra localidad adoptaría la misma denominación. El general Román Antonio Deheza fue un honorable soldado de la liberación de la Patria Grande. Actualmente sus restos se encuentran en el cementerio parque de la localidad.
El grupo de casas que constituía “Villa La Agrícola” creció alrededor de la estación ferroviaria que por decreto nacional se llamó “General Deheza”. Ambos nombres convivieron un tiempo. “Villa La Agrícola” terminó recibiendo el mismo nombre que su estación ferroviaria.

## Toponimia
En honor al Gral. Román Antonio Deheza, soldado de la liberación de la "Patria Grande" Latinoaméricana. Cinco países del continente fueron escenarios de su lucha contra las fuerzas invasoras realistas: perteneció al Regimiento de Granaderos de Infantería. Sus restos descansan en la ciudad.

## Población
Cuenta con 12 594 habitantes (Indec, 2022), lo que representa un incremento del 12% frente a los 11 083 habitantes (Indec, 2010) del censo anterior.
| Gráfica de evolución demográfica de General Deheza entre 1991 y 2022 |
|                                                                      |
| Fuente de los Censos Nacionales del INDEC                            |

## Servicios

### Cooperativa Eléctrica
La Cooperativa Eléctrica, fue fundada el 29 de noviembre de 1958. Ese día se reunió un grupo de personas en la sede de la Sociedad Italiana para hablar sobre su organización.
Al mes siguiente se conformó el primer Consejo de Administración que tenía como función principal tomar las decisiones para el crecimiento de la misma.

### Defensa Civil

#### Bomberos Voluntarios
El crecimiento industrial de nuestro pueblo fue creando la necesidad de contar con organismos capacitados para cualquier eventualidad que pusiese en riesgo la seguridad civil de la población.
La Asociación de Bomberos de General Deheza se creó el 12 de agosto de 1979.

##### Conformación de plantel
La comisión invitó a jóvenes de la localidad a conformar el cuerpo de bomberos, solicitando además a las empresas locales que inviten a empleados interesados en participar activamente en la formación del cuerpo activo de bomberos voluntarios.
Se conformó un grupo de veinte aspirantes interesados en dicha vocación, cuyas
instrucciones teóricas fueron importadas por el personal capacitado de la asociación de
bomberos de la ciudad de Villa María, en clases quincenales.
La inauguración oficial se llevó a cabo el 16 de agosto de 1981 en un emotivo acto.
Participaron de la ceremonia veinticuatro bomberos, un grupo de cadetes y una recién
formada agrupación de señoritas de Defensa Civil, capacitadas para atender primeros
auxilios.

##### Organización
En forma temporaria, queda establecida su sede social en la calle Berutti y en 1986 queda
inaugurado su edificio propio en el sitio de la calle Liniers 467.
En su primer accionar contó con una motobomba. Además empresas locales brindaron
vehículos de apoyo (grúas, camión cisterna y otros).
El personal con mayor antigüedad recibe un sueldo por su trabajo. Los recién integrados,
cadetes, realizan sus tareas dos días a la semana en turnos de dos horas.

##### Servicios
El control de alcoholemia y cursos para educar a la población a fin de prevenir y atender
las consecuencias en casos de accidentes, dictando para ello cursos de auxilios, en
instituciones educativas. Otro servicio que brinda la Asociación es el préstamo de sillas de
ruedas, muletas, camas ortopédicas, trípodes, andadores, etc. a quienes lo necesiten en
nuestro pueblo.

##### Equipamiento que utilizan
Cuentan en la actualidad con unas dotaciones de veinte ejecutivos, como equipos individuales de comunicación y de protección personal de alta tecnología. Asisten permanentemente a cursos de capacitación dictados en distintos lugares de la provincia.
Constituyen sus equipamientos todo lo necesario para afrontar incendios en áreas urbanas, rurales y forestadas, equipos de iluminaciones, máquinas hidráulicas de cortes y equipamiento para señalizaciones, un transporte de tropa, una unidad de rescate equipada con todo lo necesario para el trabajo de paramédico en la atención de accidentes necesario para el trabajo de paramédico en la atención de accidentes.

## Deporte
En General Deheza se cuenta con un Polideportivo Municipal, donde se practican distintas disciplinas. Existen varios clubes deportivos: Acción Juvenil, Deheza FootBall Club, CAFIJ.
EL DFC cuenta con la única pileta climatizada de la localidad.
El club Acción Juvenil participa en la Liga Regional de Fútbol de Río Cuarto, donde ha obtenido 11 títulos, y a nivel nacional ha participado en el Torneo Regional Federal Amateur y en el Torneo Argentino B.

## Infraestructura

### Ciclovía
El proyecto comenzó porque mucha gente vive en General Cabrera y trabaja en General Deheza, además por el Parque industrial de la localidad que está en la línea de conexión.
Se hizo con el fin de proporcionar a las bicicletas y ciclomotores una vía de circulación evitando el peligro de usar la ruta con el riesgo que eso implica.
La vía se inauguró el 21 de septiembre de 1997 con la participación de aproximadamente mil personas. Su actual recurrido es de 6.000 m, y corre paralela a la Ruta Nacional Nro. 158 y las vías del ferrocarril Nuevo Central Argentino.
Cuenta, en su inicio con un pico de agua, bicicleteros, una gran variedad de especies forestales, durmientes enterrados para su protección, contenedores de residuos en distintos sectores.
Solo pueden circular en la vía ciclomotores de hasta 50 cc.

## Parroquias de la Iglesia católica en General Deheza
| Diócesis  | Villa de la Concepción del Río Cuarto |
| --------- | ------------------------------------- |
| Parroquia | Nuestra Señora de la Asunción         |

## Personalidades notables
- Roberto Urquía, contador, político y empresario argentino. Dirigente del Grupo Aceitera General Deheza (AGD).